# Torsten Andersen
Torsten Frank Andersen (ur. 27 marca 1949 w Kopenhadze) – duński piłkarz występujący na pozycji napastnika.

## Kariera klubowa
Andersen karierę rozpoczynał w sezonie 1970 w pierwszoligowym zespole Akademisk BK. W debiutanckim sezonie wywalczył z nim wicemistrzostwo Danii, ale w następnym spadł do drugiej ligi. W sezonie 1972 wraz z zespołem awansował z powrotem do pierwszej ligi. W 1973 roku przeszedł do belgijskiego Anderlechtu. W sezonie 1973/1974 zdobył z nim mistrzostwo Belgii, a w sezonach 1974/1975 oraz 1975/1976, Puchar Belgii.
W 1976 roku Andersen wrócił do Danii, gdzie został zawodnikiem pierwszoligowego KB. W sezonie 1979 wywalczył z nim wicemistrzostwo Danii, a w sezonie 1980 mistrzostwo Danii. W 1981 roku odszedł do drugoligowego Akademisk BK. W sezonie 1981 grał też w innym drugoligowcu, Hellerup IK. Potem zakończył karierę.

## Kariera reprezentacyjna
W reprezentacji Danii Andersen zadebiutował 30 stycznia 1977 w wygranym 4:1 towarzyskim meczu z Gambią. 27 czerwca 1979 w przegranym 1:2 towarzyskim pojedynku ze Związkiem Radzieckim strzelił swojego jedynego gola w kadrze. W latach 1977–1979 w drużynie narodowej rozegrał 6 spotkań.